# Возвращение Сюркуфа
«Возвращение Сюркуфа» (фр. Tonnerre sur l'océan Indien; итал. Il grande colpo di Surcouf; исп. Tormenta sobre el Pacifico) — франко-итало-испанский приключенческий фильм 1966 года, снятый режиссёрами Серджо Баргонзелли и Роем Роулендом, основанный на истории французского корсара Робера Сюркуфа.

## Сюжет
Бывалый моряк — капитан Робер Сюркуф и Мари-Катрин женятся и обзаводятся потомством. Их благополучное семейное счастье омрачает грядущая война между Францией и Англией, которая может начаться после непродолжительного перемирия сторон. Император Наполеон, восхищаясь былыми победами Сюркуфа, одержанными над английским флотом в Индийском океане, вызывает его в Сен-Клу и поручает ему ответственное задание. Капитану Сюркуфу предстояло отправиться на знакомые ему Сейшельские острова с целью поиска и уничтожения секретных военных документов, спрятанных на захваченном англичанами острове Маэ, с помощью которых Англия может лишить Францию всех её колониальных владений в Индийском океане. Сюркуф и его верная команда направляются на Сейшелы для того, чтобы опередить англичан и не позволить им завладеть секретными документами… 

## В ролях
| Актёр                | Роль                            |
| -------------------- | ------------------------------- |
| Жерар Барре          | Робер Сюркуф                    |
| Антонелла Луальди    | Маргатер Кроутер (леди Блэквуд) |
| Торенс Морган        | лорд Джулиан Блэквуд            |
| Женевьева Казиль     | Мари-Катрин Блез                |
| Фрэнк Оливерас       | Николас Сюркуф                  |
| Фернандо Санчо       | тюремщик                        |
| Жерар Тичи           | Кернан                          |
| Альберто Чевенини    | Гарнре                          |
| Альдо Самбрель       | моряк                           |
| Хосе Мария Каффарель | месье Блез, отец Мари-Катрин    |
| Джани Эспозито       | Наполеон                        |
| Томас Бланко         | губернатор Малартик             |
| Арман Мистраль       | капитан Ганс (нет в титрах)     |

## Съёмочная группа
- Режиссёры: Серджо Баргонзелли, Рой Роуленд
- Продюсеры: Валентин Саллент, Жорж де Ла Грандье, Луиджи Наннерини
- Сценаристы: Жорж де Ла Грандьер, Джеральд Севери, Джованни Симонелли, Хосе Антонио де ла Лома, Жак Северак, Гай Фаррелл
- Оператор: Хуан Хельпи
- Композитор: Жорж Гарваренц